# Haliclona rudis
Haliclona rudis är en svampdjursart som först beskrevs av Topsent 1901.  Haliclona rudis ingår i släktet Haliclona och familjen Chalinidae. Inga underarter finns listade i Catalogue of Life.